# Song Yun
Song Yun (chinois simplifié : 宋云 ; chinois traditionnel : 宋雲 ; pinyin : sòng yùn ; Wade : Sung Yün), né à Dunhuang, était un moine bouddhiste chinois du bouddhisme mahayana ayant vécu au VIe siècle. Il fut envoyé par l'impératrice Hu (en) (胡, ? — 528) bouddhiste toungouse de la Dynastie Wei du Nord, avec Hui Sheng (惠生 ou 慧生), Fa Li (法力) et Zheng (ou Wang) Fouze, dans le Xiyu, puis au Nord-Ouest de l'Inde pour chercher des textes bouddhiques.
Ils quittent Luoyang, la capitale des Wei, à pied en 518 et rentrent durant l'hiver 522 avec 170 textes du bouddhisme mahayana.
Ses récits sont utilisés par les archéologues pour retracer le passé et retrouver certains lieux historiques comme le Royaume de Khotan,.

## Le voyage
Partis de Luoyang, ils pénétrèrent dans le royaume de Tuyuhun par Xining. Ils passent ensuite par Chan-Chan (à 300 li au sud du Lob Nor, puis, Tso-mo, Mo, Han-mo (300 li à l'est de Khotan. Après s'être arrêté quelque temps à Khotan, Song Yun se rend à Karghalik (Tchou-kiu-po), puis à Tach-Kourghan (Han-p'an-t'o). Il traverse Wakhan (Po-ho) et en en sortant, il rencontre le roi des Hephthalites. Il mentionne ensuite le pays de Po-sseu (po-tche), probablement au Nord du Tchitrâl, puis le Tchitrâl (Che-mi). Ils ont ensuite atteint l'Oudyāna et Gandhāra.